# 端田泰三
端田 泰三（はしだ たいぞう、1926年〈大正15年〉4月3日 - 2008年〈平成20年〉11月2日）は、日本の実業家、銀行家、企業経営者。富士銀行（現みずほ銀行）元頭取、会長、相談役。大阪府大阪市東区（現中央区）瓦町（所謂船場地区）出身。

## 来歴・人物

### 誕生～青年期
父端田春吉、母アイの長男、八人兄弟の長子として大阪市西区京町堀に生まれる。父春吉は、大工であった住吉孫市の次男として生まれたが、5歳の時に孫市が亡くなり、経済的事情もあって端田熊吉の養子となる。その熊吉も春吉が16歳の時に没している。一方、母アイの実父は、岡崎財閥の創始者岡崎藤吉であるが、アイが庶子であった事から、アイの実母である天満モトが女手一つでアイを育てた。藤吉には男子がなかった為、アイが男子であれば引き取るつもりであったが、女子であった事、また認知するとの藤吉の申し出にもモトが断った事から、結局引き取る事はなかった。
端田が幼少の頃、父春吉が養子先の商家（春吉の養父熊吉の弟である梅吉が経営）から独立して、船場に化粧品問屋を開業し、商売が順調に拡大していった事もあり、比較的恵まれた家庭環境に育った。中学(旧制今宮中学)、高校(旧制六高)時代は水泳部に所属し、青春時代を専ら水泳に捧げた。高校時代は、同級生であった安倍晋太郎元外務大臣の知己を得て、後に旧制六高出身者を母体にした安倍晋太郎元外相の後援会、六晋会の会長も務めている。また、元々文章を書くのが好きだった事から、大学(東京大学)時代には演劇サークルに所属して脚本を書き、演出も手掛けるなど芸能分野にも興味を示している。兄弟の中にも演劇の世界に進む者もおり、潜在的に文芸の才を持っていたといえる。

### 銀行勤務時代
大学卒業後は富士銀行に入行、出身地である船場支店での勤務を皮切りに、順調な行員生活を送るが、内実は戦後サラリーマンの典型である、家庭を顧みる事の無いモーレツ社員であった。ストレスで胃に穴が開こうが銀行を休む事なく働き続けたその姿は、戦後の日本経済を支えた多くの企業戦士共通のものであった。順調に出世を重ね経理部長、取締役企画部長、同本店営業部長、常務取締役、代表取締役副頭取を経て1987年(昭和62年)6月、代表取締役頭取に就任した。
当時は金融環境の変革期であり、金利の自由化や金融市場の国際化が進み、銀行間の競争もより一層激化していた厳しい状況にあった。それに加えて日本が、プラザ合意後の円高による景気悪化を避ける為の金融緩和や、アメリカなどとの貿易摩擦回避の為に内需喚起を図るべく財政拡大を図った事で、資金の流動性が過剰に膨らみ、株や土地に投機熱が向かうバブル景気が醸成されていった時期でもあった。それは銀行をまさに、「バスに乗り遅れるな」という錯覚に陥らせ、過熱した融資競争に走らせるに足る充分な環境であった。富士銀行も例外ではなく、そのような状況下でトップに立った者としては、競争に取り残される訳にはいかなかった。端田自身は常に顧客第一主義を掲げ、儲けに見合ったあるいはそれ以上のサービスを提供する事を心掛けて、顧客に対する過度な儲けを戒めていた。また、自由闊達でコミュニケーションが常に取れた行風を望んでいたが、そのような理想とは裏腹に、銀行間の融資競争や世間の狂騒的な勢いに巻き込まれ、結果的に他行との過度な競争を行員に強いる事となってしまった。
1990年(平成2年)6月には空席であった会長職も兼任したが、翌1991年 (平成3年)6月、大阪府民信組への紹介預金や赤坂支店不正融資事件に関する責任を取って代表取締役会長に退き、頭取職を後任の橋本徹に譲り、同年10月には、代表取締役会長も辞任、代表権の無い相談役に退いた。富士銀行だけではなかったものの、他行に負けるなと鼓舞して過度な融資に走らせ、「収益ナンバーワン」の奪回を目指し、支店など第一線の行員たちにはかなりのプレッシャーがかかっていたとの指摘もされている。
会長辞任後は、そのまま会長職が不在となった為、相談役として後任の橋本頭取を支えるべく、これまで通り忙しく業務をこなしたが、橋本が会長に就任した90年代後半以降はようやく落ち着き、1998年(平成10年)5月、顧問に就任、2002年(平成14年)4月、日本興業銀行、第一勧業銀行との3行合併後に誕生したみずほフィナンシャルグループでは名誉顧問となった。

### 公職
頭取、会長在任中に、全国銀行協会連合会(現全国銀行協会)会長、日本経営者団体連盟(日経連)副会長、政府税制調査会委員、行政改革推進審議会(第二次行革審)委員等の公職を歴任した。全国銀行協会連合会会長等を務めた人物であれば、勲一等瑞宝章(現瑞宝大綬章)を受章する事はほぼ既定路線といっても過言ではなかったが、バブル崩壊後の銀行に対する世間の風当たりは極めて強く、都銀経営者に対する叙勲は、その後ほとんど無くなってしまった。また、経団連(旧経済団体連合会)や旧日経連等の財界の要職についても、90年代においては、なかなか銀行界から人材を出せない状況にあった事は否定出来ない。

### 晩年
晩年は、好きな俳句や相撲観戦などの趣味、また夫人が体調を崩し勝ちであった事から、看病等に時間を費やすことも多かった。俳句は入行時に始めたものだが、第一線を退いてから本格的に再開し、相撲については、富士銀行会長を辞任後、日本相撲協会運営審議会委員や会長を亡くなるまで務めている。
2008年(平成20年)5月、喉に痛みを覚えて検査したところ、下咽頭癌と診断された。病魔と闘いながら、やがて言葉を失い余命幾許も無くなった端田は、自伝を書く事に最後の情熱を燃やす。限られた時間の中、体力を振り絞って、幼少の頃の思い出や俳句の釈義を中心とした書き下ろしに加え、これまで書き溜めた俳句や随想、銀行や公職在職中の論評等を纏めて一冊の本に仕上げた。だがその時既に力尽き、亡くなったのは編集を終え、製本される直前の事であった。遺作の表題「落椿」は、自らの句である「掃かれたる庭の初客落椿」、「はや昏るる踏まで行くべし落椿」から来ているが、病床において、佐藤信子の句「今生の姿くづさず落椿」にある「今生の姿」という言葉に魅かれたからという。
辞世の句は、「老白梅存分に生き悔ゆるなし」。

## 年譜
- 1926年(大正15年)4月3日  出生
- 1933年(昭和8年) 4月	    大阪市船場尋常小学校入学
- 1939年(昭和14年)4月	    大阪府立今宮中学校(旧制)入学
- 1943年(昭和18年)4月	    第六高等学校(旧制)入学
- 1945年(昭和20年)3月	    第六高等学校繰上げ卒業
- 1945年(昭和20年)4月	    東京帝国大学文学部社会学科入学
- 1946年(昭和21年)4月	    東京帝国大学経済学部入学
- 1950年(昭和25年)3月	    東京大学経済学部卒業
- 1950年(昭和25年)4月	    株式会社富士銀行入行
- 1972年(昭和47年)2月	         同    八王子支店長
- 1974年(昭和49年)1月	         同 　 経理部長
- 1975年(昭和50年)1月	         同 　 企画部長
- 1975年(昭和50年)5月	         同 　 取締役企画部長
- 1977年(昭和52年)5月	         同 　 取締役本店営業部長
- 1978年(昭和53年)6月	         同 　 常務取締役
- 1981年(昭和56年)6月	         同 　 代表取締役副頭取
- 1987年(昭和62年)6月	         同 　 代表取締役頭取
- 1990年(平成2年) 6月	         同 　 代表取締役会長兼頭取
- 1991年(平成3年) 6月	         同 　 代表取締役会長
- 1991年(平成3年)10月	         同 　 相談役
- 1998年(平成10年)5月	         同 　 顧問
- 2002年(平成14年)4月	    株式会社みずほフィナンシャルグループ名誉顧問
- 2008年(平成20年)11月2日 死去 享年83

## 著書
- 『落椿』 2008年12月5日発行